# Папель, Арнольд Оскарович
Арно́льд Оскарович Па́пель (5 апреля 1922, деревня Березняк, Петроградская губерния — 5 сентября 1983, Москва) — участник Великой Отечественной войны, Герой Советского Союза, кавалер ордена Ленина, кавалер ордена Отечественной войны II степени.

## Биография
А. О. Папель родился 5 апреля 1922 года в деревне Березняк (ныне Гдовский район Псковской области) в эстонской крестьянской семье. Вскоре семья оказалась в Омском районе Омской области. Жили сначала в селе Красноярка, затем в селе Петровка. Позже Папель учился в Томске. С 1942 года — на фронтах Великой Отечественной войны. Служил в артиллерии, был гвардии сержантом, командиром орудия.
26 сентября 1943 года расчёт гвардии сержанта Папеля участвовал в форсировании Днепра. Штурмовая группа захватила и удержала плацдарм на острове одного из рукавов реки. У орудия Папеля закончились снаряды и расчет был вынужден занять круговую оборону и открыть автоматный огонь. Бойцам удалось не только удержать противника, но и полностью очистить остров от врага.
26 октября 1943 года А. О. Папелю было присвоено звание Героя Советского Союза.
Позже направлен на учёбу в Днепропетровское артиллерийское училище, которое он окончил в 1945 году с присвоением звания лейтенанта. Был демобилизован в 1947 году.
После войны работал слесарем-механиком на втором Московском часовом заводе. Похоронен на Покровском кладбище (7 уч.).

## Семья
А. О. Папель был женат на Валентине Федотовне Папель (1925—2016).
- Дочь — Елена Арнольдовна Васина.
- Внуки — Воронина Ольга Александровна и Кулагин Дмитрий Викторович.
- Правнучка — Елизавета Дмитриевна Перепеченко.

## Награды
- Герой Советского Союза — Медаль «Золотая Звезда» номер 1373;
- орден Ленина;
- орден Отечественной войны 2-й степени;
- медали.